# جورج كو
جورج كو (بالإنجليزية: George Coe)‏ مواليد 10 مايو 1929 في جامايكا، كوينز، الولايات المتحدة - الوفاة 18 يوليو 2015 في سانتا مونيكا، الولايات المتحدة، هو ممثل أمريكي بدأ مسيرته الفنية سنة 1956. امتدت مسيرته الفنية لأكثر من 59 عاما.

## الأعمال

### أفلام
- كرامر ضد كرامر
- أشخاص ظرفاء
- المتحولون: الجانب المظلم للقمر

### مسلسلات
- سامرسيت
- ساترداي نايت لايف
- روابط عائلية
- سيمون وسيمون
- دالاس
- ماجنوم بي آي
- ذا غولدن غيرلز
- ماتلوك
- ميرفي براون
- نايت كورت
- مخيم الكشافة
- تمريض
- تحسين المنزل
- ذا براكتيس
- المربية
- رجل النساء
- بيكر
- الجناح الغربي
- سمولفيل
- عبر جوردان
- اكبح حماسك
- القاضية إيمي
- بنات غيلمور
- نمبرز
- كولد كيس
- بونز
- ذا كينغ أوف كوينز
- نيب/تك
- خارق للطبيعة
- غريز أناتومي
- آرشر
- ويلفريد
- أسطورة كورا
- رجلان ونصف

### ألعاب فيديو
- ذا إلدر سكرولز V: سكايرم

## روابط خارجية
- جورج كو على موقع IMDb (الإنجليزية)
- جورج كو على موقع روتن توميتوز (الإنجليزية)
- جورج كو على موقع ألو سيني (الفرنسية)
- جورج كو على موقع ميوزك برينز (الإنجليزية)
- جورج كو على موقع أول موفي (الإنجليزية)
- جورج كو على موقع قاعدة بيانات برودواي على الإنترنت (الإنجليزية)
- جورج كو على موقع قاعدة بيانات الأفلام السويدية (السويدية)
- جورج كو على موقع ديسكوغز (الإنجليزية)
- جورج كو على موقع قاعدة بيانات الفيلم (الإنجليزية)
- جورج كو على موقع كينوبويسك (الروسية)